# Jaroslav Pecháček (politik)
Jaroslav Pecháček (4. listopadu 1911 Dolní Dobrouč – 1997 Atlanta, Georgie, USA) byl český politik, publicista, novinář a pracovník Svobodné Evropy.

## Život
Vystudoval Právnickou fakultu Univerzity Karlovy, za 2. světové války byl tři roky vězněn pro ilegální odbojovou činnost v tzv. Hnutí pracující mládeže. Po válce se stal funkcionářem Československé strany lidové a působil jako tajemník Msgre. Jana Šrámka. V březnu 1948 emigroval i s manželkou Janou nejprve do Německa, posléze do USA, o syna Pavla se starala babička, se svým otcem se novinář Pavel Pecháček setkal až po dvaceti letech po své emigraci v roce 1968.

## Kariéra ve Svobodné Evropě
Podílel se na budování redakce Svobodné Evropy v Mnichově a New Yorku. Ve Svobodné Evropě působil od roku 1951 nejprve jako redaktor, následně jako šéfredaktor a v roce 1965 převzal po Juliu Firtovi místo vedoucího mnichovské redakce československého vysílání, které zastával až do roku 1977. Ve Svobodné Evropě používal pseudonym Pavel Borový.